# Plessuralpen
De Plessuralpen zijn een gebergtegroep in de Westelijke Rätische Alpen, in het Zwitserse kanton Graubünden.

## Ligging en bereikbaarheid
De Plessuralpen worden gescheiden van de Oberhalbsteiner Alpen in het zuiden door de vallei van de Albula. Ten zuiden en ten oosten van de Plessuralpen liggen de Albula Alpen. De Albula en Landwasser vormen hierbij de grens. In het noordoosten worden de Plessuralpen gescheiden van het Silvrettamassief door de Wolfgangpas en de toeleidende valleien naar deze pas. In het noorden eindigen de Plessuralpen bij de Prättigau, de vallei van de Landquart. Aan de overzijde bevindt zich de Rätikon. Alle voornoemde andere massieven behoren eveneens tot de Westelijke Rätische Alpen. In het westen vormt het Alpenrijndal de grens met de Lepontische Alpen (zuidwesten) en de Glarner Alpen (westen).
In het westelijke deel van de Plessuralpen vormt de relatief lage pas bij Lenzerheide een alternatief om vanuit het noorden de Julierpas in de Albula Alpen te bereiken.

## Topografie en hydrologie
In het algemeen zijn de Plessuralpen wat lager dan de omliggende groepen. De Aroser Rothorn vormt met zijn 2985 meter de hoogste bergtop van de Plessuralpen.
De noordzijde van de Plessuralpen stroomt af naar de Landquart. Het centrale deel wordt gedraineerd door de Plessur die zijn naam gaf aan de groep. De zuidzijde en zuidoostzijde behoort tot het stroomgebied van de Landwasser en de Albula. Alle rivier komen uiteindelijk uit in de Alpenrijn.